# Сопловой насадок
«Соплово́й наса́док» («СН») — выдвигаемая часть сопла реактивного или ракетного двигателя, предназначенная для увеличения его эффективности в разреженных слоях атмосферы или в вакууме. Сопловые насадки могут использоваться как на жидкостных ракетных двигателях (ЖРД), так и на твердотопливных и гибридных.

## Конструкция
Как правило, изготавливаются из композитных материалов и, в отличие от сопел современных ЖРД, лишены системы активного регенеративного охлаждения. Наряду с выдвигаемыми, используются также стационарные насадки.
На конец 2000-х разработка различных вариантов сопловых насадков остаётся областью активных исследований.

## Варианты использования
По особенностям среды эксплуатации различают атмосферные и высотные (вакуумные) двигатели. В каждом из этих двух вариантов использование соплового насадка имеет свои особенности.

### Атмосферные двигатели
В случае использования соплового насадка на ЖРД первой ступени ракеты-носителя, такой двигатель работает без насадка первые минуты полета, а после достижения разреженных слоев атмосферы происходит его выдвижение в рабочее положение. Данная схема предполагает установку во время функционирования ракетного двигателя. В целом, такая последовательность использования насадка позволяет избежать проблем с устойчивостью работы у поверхности Земли и максимизировать его эффективность в вакууме. В случае применения на ЖРД НК-33 общее увеличение удельного импульса достигает 15-20 сек.
Применение соплового насадка по такой схеме относит двигатель к классу компенсирующих высоту ракетных двигателей, так как его эффективность близка к оптимальной на всех участках траектории полета.

### Вакуумные двигатели
Сопла ракетных двигателей, предназначенных для работы в вакууме, отличаются больши́м коэффициентом расширения, с целью достижения их максимальной эффективности. Это делает сопловую часть наиболее «габаритной» частью двигателя, которую следует скрывать под обтекателем контейнера полезной нагрузки многоступенчатой ракеты-носителя. Использование выдвигаемого соплового насадка в данном случае позволяет заметно снизить массу и размеры головной части, которая должна нести все нагрузки в ходе старта. По этой причине СН используется, например, на российском ЖРД РД-58 и на американском ЖРД RL-10.